# Lemberg (berg)
Lemberg är ett 1015 meter högt berg i Landkreis Tuttlingen i det tyska förbundslandet Baden-Württemberg. Berget är den högsta toppen i bergskedjan Schwäbische Alb. På toppen finns det en skyddsstuga och ett 33 meter högt utsiktstorn.

## Förhistoria
Under Hallstatt-tiden fanns det en keltisk bosättning på berget. Resterna av murarna och gravarna kan fortfarande ses i dag.
Även namnet Lemberg är av keltiskt ursprung. Den keltiska förstavelsen "lem-" betyder träsk eller moras.

## Utsikt
Utsikten sträcker sig under goda förutsättningar till Alperna i söder och Schwarzwald i väster. Till och med Alpernas högsta berg, Mont Blanc, som är 295 kilometer avlägsen, kan ses under optimala förutsättningar.

## Galleri

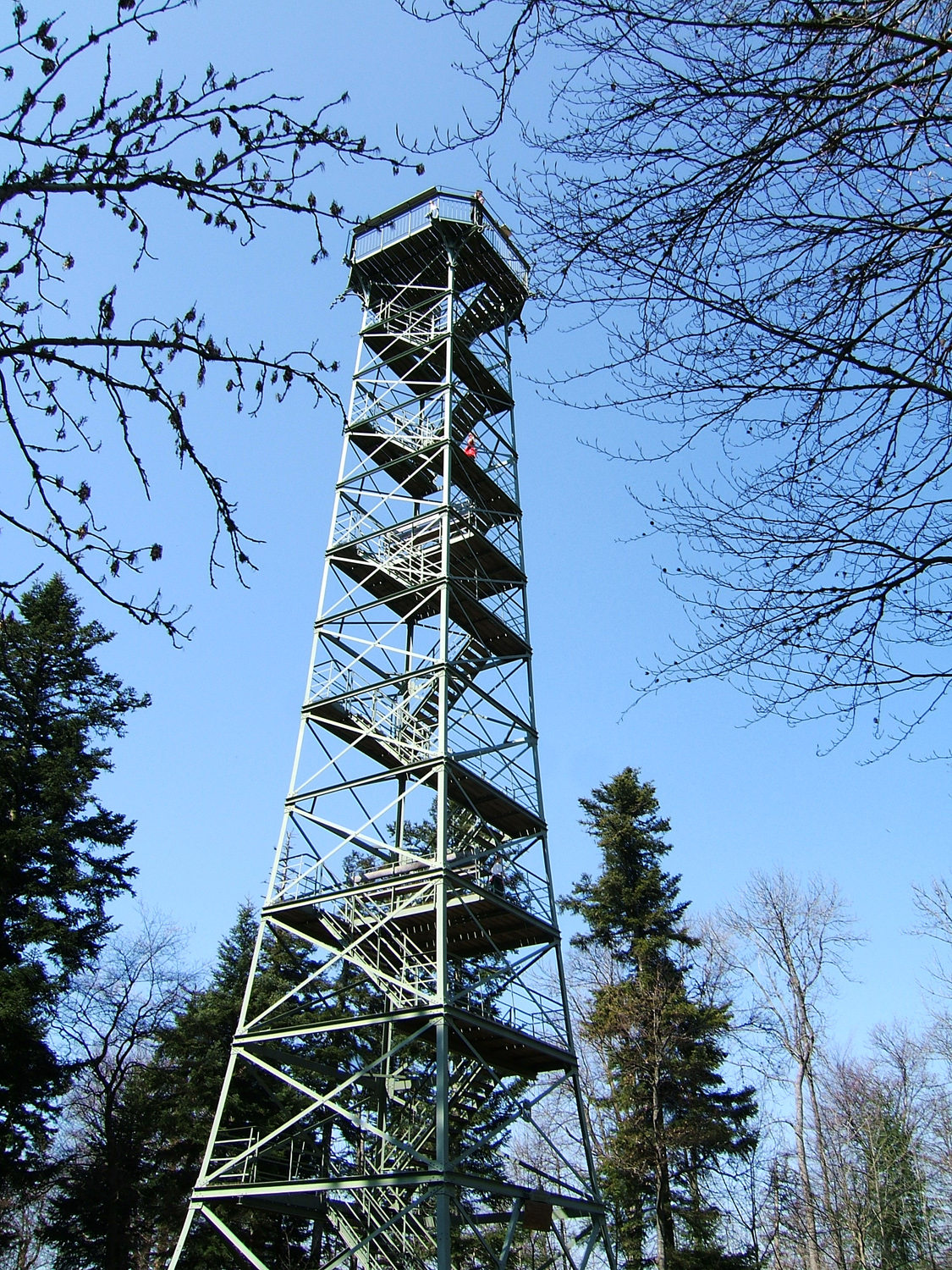
Utsiktstorn
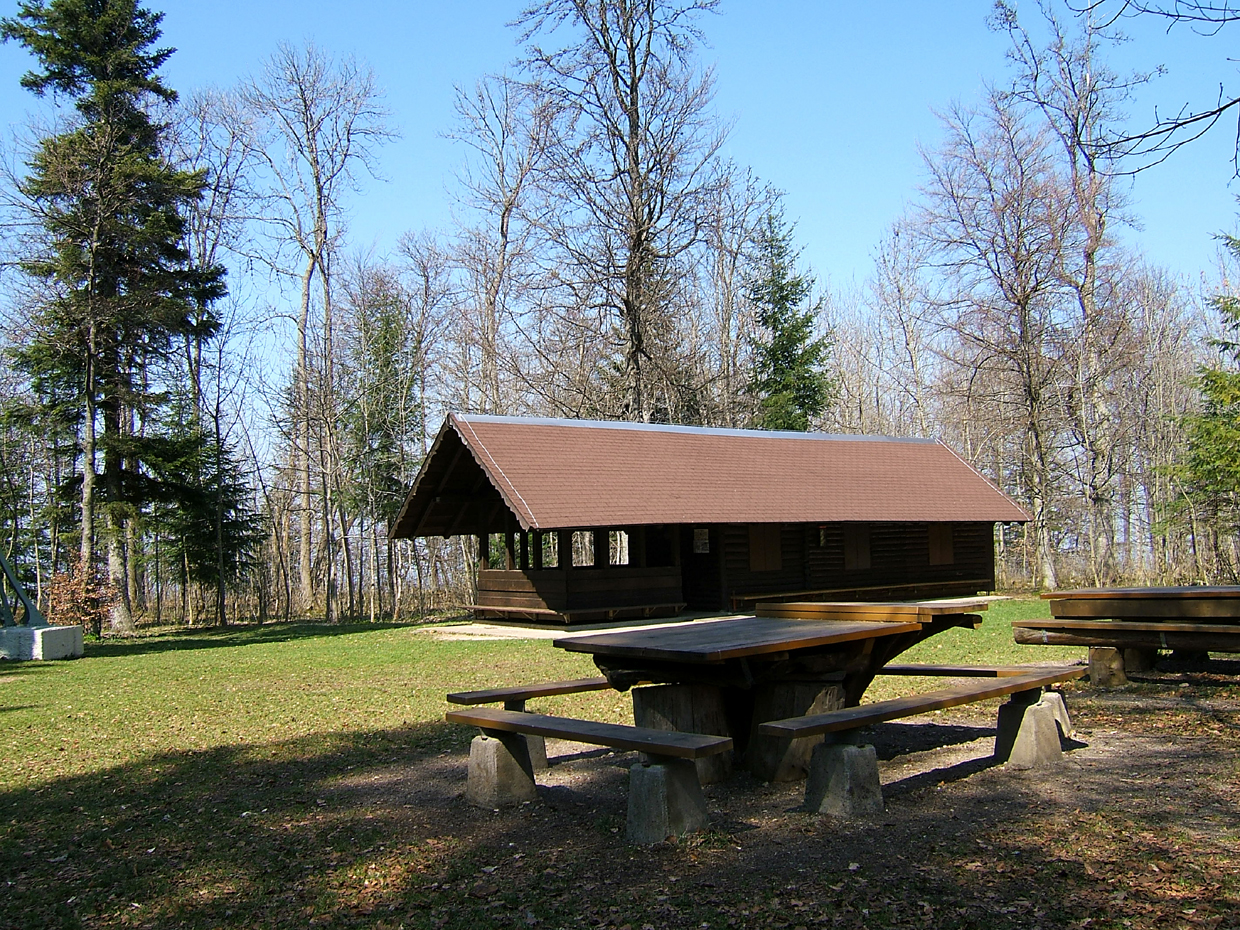
Skyddsstuga